# Hans Carlsen

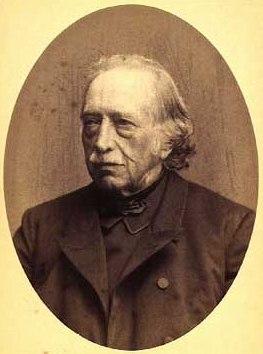
H.R. Carlsen på 1880-talet.

Hans Rasmussen Carlsen, född 1810, död 1887, var en dansk politiker.
Carlsen var godsägare på Själland, från 1855 medlem av riksrådet, 1859 av Landstinget. Carlsen tillhörde närmast den nationellt orienterade gruppen bland bondevännerna; varm skandinav, var han en av grundarna av Danevirkeforeningen. 1864 blev han inrikesminister i ministären Monrad, 1866-69 medlem av Folketinget, efter 1870 kungavald medlem av Landtinget. Carlsen var ursprungligen en av ledarna för Nationale Venstre, men närmade sig senare högerpartiet.